# Audéjos
Audéjos era una comuna francesa que estaba situada en el departamento de Pirineos Atlánticos, de la región de Nueva Aquitania, que en 1972 pasó a formar parte de la comuna de Lacq como comuna asociada.

## Demografía
| Gráfica de evolución demográfica de Audéjos entre 1800 y 1968 |
|                                                               |

Los datos demográficos contemplados en este gráfico se han cogido de la página francesa EHESS/Cassini.